# Гуе (рапър)
Гуè (на италиански: Guè), до 2021 г. известен като Гуѐ Пекѐньо (на италиански: Gué Pequeno), псевдоним на Ко̀зимо Фѝни (на италиански: Cosimo Fini; * 25 декември 1980 в Милано, Италия), е италиански рапър и музикален продуцент, известен със своето участие в хип-хоп групата Клуб Дого.

## Биография

### Ранни години и Клуб Дого
Роден на Коледа 1980 г., той е син на Марко Фини – ценен журналист, експерт по Съпротивата, починал през 2016 г. и на съпругата му – журналистката Микела. Детството и юношеството му са проблематични: той е тормозен поради физическата си малформация блефароптоза, т.е. клепач, който не се отваря напълно. Учи в класическата гимназия „Парини“ в Милано, която завършва с пълно отличие. Още от младежките си години е приятел с Маракеш.
С първоначален псевдоним Гуерчо (Il Guercio) рапърът започва своята музикална кариера около 1997 г. заедно със съученика си Дарджен Д'Амико. Двамата, след първото им самостоятелно продуцирано демо, се срещат с Джейк Ла Фурия и създават групата Сакре Скуоле. Триото пуска единствено албума 3 MC's al cubo и се разделя поради конфликти между Д'Амико и Ла Фурия.
През 2002 г. останалите членове, заедно с продуцента Дон Джо (направил някои инструментални части в 3 MC's al cubo) сформират хип-хоп групата Клуб Дого. Първият им албум Mi fist от 2003 г. получава одобрението на публиката.
През този период Гуе участва в създаването на няколко албума и микстейпа, сред които се открояват 50 Emcee's Pt.1 на хип-хоп групата ATPC и Tutti x uno на DJ Enzo.

### Солова кариера

#### Първи издания (2005 – 2010)
През 2005 г. Гуе издава EP-то Hashishinz Sound Vol. 1 заедно с италианско-анголския продуцент Делетерио. На следващата година пуска микстейпа Fastlife Mixtape Vol. 1, записан с DJ Harsh, последван три години по-късно от Fastlife Mixtape Vol. 2 – Faster Life.
През годините си сътрудничи с големите изпълнители на ъндърграунд и не-ъндърграунд сцената, включително с Нойз Наркос от хип-хоп колектива TruceKlan, Джей Акс, Маракеш и Ентикс.
През 2010 г. публикува книгата La legge del cane („Законът на кучето“) в съавторство с Джейк Ла Фурия.
През март 2011 г. по телевизия Deejay се излъчва програмата Un giorno da cani – телевизионен формат с четири епизода, където той и Джейк Ла Фурия пробват работни преживявания, превръщайки ги в текстове за хип-хоп парчета.

#### АлбумиIl ragazzo d'oroиBravo ragazzo(2010 – 2014)
През юни 2011 г. рапърът издава първия си самостоятелен албум Il ragazzo d'oro („Златното момче“), в който участват няколко италиански рапъри, сред които Маракеш, Ентикс, Енси и Джейк Ла Фурия. Дискът е предшестван от сингъла Non lo spegnere (Reloaded) („Не го загасвай (reloaded)“). Следва и видеоклипът към песента Ultimi giorni („Последни дни“)
Също през 2011 г. основава заедно с DJ Harsh независимия звукозаписен лейбъл Танта Роба, чийто първи продукт е албумът Il mio primo disco da venduto на Федец. На 20 януари 2012 г. излиза Fastlife Mixtape Vol. 3, резултат от сътрудничеството с DJ Harsh и други италиански изпълнители от жанра като Федец, Емис Кила, Салмо, Джемитец и Даниеле Вит.
На 28 март 2013 г. излиза микстейпът Guengsta Rap, който може да бъде изтеглен безплатно от официалния уебсайт на певеца. На 5 април е ред на Business – първият сингъл от втория му студиен албум Bravo ragazzo („Добро момче“). Свързаният с него видеоклип излиза на 9 април. Впоследствие е обявен вторият сингъл Rose nere („Черни рози“), излязъл в iTunes на 23 април; видеоклипът му е пуснат в Ютюб на 26 април, когато е разкрито и заглавието на албума – Bravo ragazzo („Добро момче“). На 9 май певецът обявява чрез Фейсбук страницата си списъка с песни от албума, а на следващия ден пуска третия сингъл от албума – едноименният Bravo ragazzo.
На 13 юни е премиерата на видеоклипа на песента Il drink & la jolla, направен с участието на Енто и публикуван на 18 юни. На 10 юли е премиерата на видеоклипа на Tornare verso – песен, създадена с участието на британската певица Арлиса; видеото излиза два дена по-късно. На 12 септември е обявен видеоклипът на песента Brivido („Тръпка“), направен заедно с Маракеш и пуснат на 17 септември.
През декември 2013 г. албумът Bravo ragazzo е сертифициран за платинен за над 50 хил. продадени копия в Италия, а през 2021 г. вече е двойно платинен.

#### АлбумVero(2015)
През пролетта на 2015 г. Гуе подновява договора си с Юнивърсъл Мюзик Груп и обявява подписването на договор с американския лейбъл Деф Джем Рекордингс, като по този начин става първият италиански изпълнител, подписал с него. След това той пуска видеоклипа на неиздаваната си песен Squalo („Акула“). Тя заедно със сингъла Le bimbe piangono („Момиченцата плачат“) и Interstellar предшестват издаването на третия му самостоятелен албум, озаглавен Vero („Истински“), който излиза на 23 юни.  През същата година рапърът си сътрудничи с Фабри Фибра в песента E tu ci convivi („И ти живееш с това“) от албума на Фибра Squallor. 
През юни същата година той участва в Летния фестивал (Summer Festival) 2015 в Рим с парчето Interstellar, като получава номинация за RTL 102.5 – Summer Song Award.

#### Сътрудничество с Макареш (2016 – 2017)
На 4 януари 2016 г. чрез социалните мрежи рапърът обявява издаването на студиен албум с Маракеш. Това е Santeria, който излиза на 24 юни и има 15 песни, включително сингъла Nulla accade („Нищо не се случва“), издаден на 7 юни.
През същата година е избран за член на журито на третото издание на телевизионното шоу за таланти TOP DJ.
На 31 март 2017 г. дуото издава концертния албум Santeria Live с концерта им в дискотека Алкатрац в Милано. На 3 юли е пуснат видеоклипът на песента Tony, взета от Santeria, и заснет в Богота.

#### АлбумиGentlemanиSinatra(2017 – 2020)
На 21 април 2017 г. Гуе пуска за дигитално сваляне и стрийминг сингъла Trinità („Троица“) , чийто музикален видеоклип е режисиран от Игор Гръбежич и Марк Лукаш. Следва двойният сингъл Non ci sei tu / T'apposto („Няма те“/ „Следя те“), издаден на 2 юни. На 6 юни рапърът официално обявява четвъртия си самостоятелен албум Gentleman, издаден на 30 юни и състоящ се от няколко песни в сътрудничество с различни изпълнители, включително със Сфера Ебаста и Маракеш. Стандартното издание на албума е пуснато на пазара в изданията Red Version и Blue Version, включващи различни обложки и бонус песни, а луксозното издание е достъпно само на Амазон. Промоцията на албума продължава с излизането на сингъла Millionario („Милионер“), издаден на 7 юли, в който пее и Ел Мича. Сингълът достига деветата позиция в италианската класация Топ сингли, сертифициран е за двойно платинен от FIMI за над 100 хил. продадени копия. Следващият сингъл, Lamborghini завладява върха на Топ сингли, продавайки над 200 хил. копия в Италия.
На 6 април 2018 г. Гуе пуска неиздавания сингъл Come se fosse normale („Сякаш е нормално“). На 18 май излиза песента Nero Bali на Елоди, в която той си сътрудничи вокално с Микеле Брави. Следващият месец излиза друг негов сингъл – Lungomare latino („Латинско крайбрежие“), записан в сътрудничество с френския диджей Уили Уилям.
На 1 август 2018 г. той официално обявява влизането си в Billion Headz Music Group – лейбъл, основан от Сфера Ебаста и Чарли Чарлз.
На 24 август чрез официалните си социални мрежи рапърът обявява издаването на петия си самостоятелен албум Sinatra, който излиза на 14 септември и е предшестван от сингъла Trap Phone. По-късно албумът е популяризиран от синглите Bling Bling (Gold) и 2%, и двата с умерен търговски успех.
През 2018 г. излиза автобиографията му Guérriero. Storie di sofisticata ignoranza.
На 8 февруари 2019 г. Гуе участва във вечерта на дуетите на 69-ия Фестивал на италианската песен в Санремо, на която пее с Махмуд песента Soldi, обявена за победителка на последната вечер на събитието.
От април 2019 г. той е жури на шоуто за таланти The Voice of Italy с водеща Симона Вентура.
На 21 юни 2019 г. той издава EP-то си Gelida Estate.

#### АлбумMr. Fini(2020 – 2021)
На 14 юни 2020 г. Гуе обявява седмия албум Mr. Fini, който определя като колосален и който излиза на 26 юни. От него са взети синглите Saigon и Chico, като Chico достига пета позиция в Топ сингли на Италия. Впоследствие излиза и сингълът 25 ore („25 часа“), за случая в ремиксирана версия от Шабло и с вокалното участие на Ерния. През същата година рапърът си сътрудничи с рапърката Анна при създаването на сингъла Bla Bla, излязъл през октомври. През декември 2020 г. той пуска неиздавания сингъл Vita veloce freestyle, продуциран от DJ Harsh.
На 26 март 2021 г. рапърът преиздава дебютния си албум Il ragazzo d'oro по случай десетата годишнина от издаването му. В допълнение към песните от оригиналното издание, които тук са в ремиксирана версия има, има и непубликувани ремикси, направени от различни изпълнители, принадлежащи на италианската хип-хоп сцена, като Чарли Чарлз, Джемитец и Лаца.
На 9 април 2021 г. излиза микстейпът Fastlife 4, който продължава серията микстейпи, започнала през 2006 г. заедно с DJ Harsh.

#### Промяна на името на Гуе, албумиGuesusиMadreperla(2021 –)
На 14 ноември 2021 г. рапърът разкрива промяната на псевдонима от Гуе Пекеньо на Гуе, като обявява седмия си студиен албум Guesus през следващите седмици. Издаден на 10 декември, дискът включва участието на няколко изпълнители, включително Коец, Ерния, Елиза и Рик Рос и е популяризиран от специален концерт, който изпълнителят прави във Фабрик в Милано десет дена по-късно. В седмицата от 20 декември 2021 г. албумът вече е на № 1 в Класацията на FIMI за албумите.
През януари 2023 г. изпълнителят разкри подробности, свързани с осмия албум Madreperla („Седеф“), който излиза на 13 януари. Албумът е изцяло продуциран от Баси Маестро и се състои от дванадесет чисто хип-хоп песни, някои от които направени с Паки, Анна, Маракеш, Сфера Ебаста и Еркоми. В списъка с песни се появява и Mollami pt 2 („Остави ме част 2“) – продължение на Mollami (взет от Vero през 2015 г.) и избран за водещ сингъл на проекта.

## Личен живот
Има връзка с известни италиански шоу гърли: Елена Морали, Никол Минети и Сара Томази, както и с испанския модел Наталия Буш. Към 2021 г. е необвързан.
Живее в Лугано, Швейцария.
Има доста татуровки, като първата е магически бирмански знак.
В младежките си години слуша Нирвана, Алис ин Чейнс, Аеросмит, Ред Хот Чили Пепърс и Рейдж Ъгейнст дъ Мъшин.

## Дискография

### Като солист
- 2011 – Il ragazzo d'oro
- 2013 – Bravo ragazzo
- 2015 – Vero
- 2016 – Santeria (c Маракеш)
- 2017 – Gentleman
- 2018 – Sinatra
- 2020 – Mr. Fini
- 2021 – Guesus
- 2023 – Madreperla

### Със Сакре Скуоле
1999 – 3 MC's al cubo

### С Клуб Дого
- 2003 – Mi fist
- 2006 – Penna capitale
- 2007 – Vile denaro
- 2009 – Dogocrazia
- 2010 – Che bello essere noi
- 2012 – Noi siamo il club
- 2014 – Non siamo più quelli di Mi fist

### С Дого Генг
- 2005 – Roccia Music I (c Маракеш)
- 2008 – Benvenuti nella giungla

## Филмография

### Филми
- Mucchio selvaggio, раж. Матео Шварц (2007)
- 5 Euro, реж. Текла Тайдели (2008)
- All Night Long, реж. Джанлуиджи Сорентино (2015)
- Autumn Beat, реж. Антонио Дикеле Дистефано (2022)

### Телевизия
- L'ispettore Coliandro, реж. Майнети Брос. – тв сериал, епизод 7x03 (2018)
- Sinatra - La serie (2018)

### Дублаж
- Step Up: All In, реж. Триш Шай (2014) - глас на Яспер Тарик

## Източнци и бележки
1. 1 2  Gué Pequeno cambia nome e annuncia un live //   14 ноември 2021. Посетен на 10 дек. 2021.
2. 1 2 3  Gué Pequeno chi è: nome, altezza, occhio, vita privata, genitori, fidanzata, Club Dogo //   12 май 2021. Посетен на 13 септ. 2021.
3. 1 2 3 4 5  Gue Pequeno, i suoi flirt famosi e tante altre curiosità //   10 юли 2012. Посетен на 13 септември 2021.
4. ↑  Business - Single //   Посетен на 18 юни 2013.
5. ↑  Gué Pequeno - Business в
6. ↑  GUE' PEQUENO - ROSE NERE TEASER 23.04.13 в
7. ↑  Rose nere - Single //   Посетен на 18 юни 2013.
8. ↑  Gué Pequeno - Rose Nere в
9. ↑  Le “Rose Nere” di Gué Pequeno //    Архивиран от оригинала на 2017-08-15. Посетен на 18 \ni 2013.
10. ↑  Bravo Ragazzo. L'Album. 04.06.2013. //   9 май 2013. Посетен на 13 септ. 2021.
11. ↑  Bravo ragazzo - Single //   Посетен на 15 maj 2013.
12. ↑  GUE' PEQUENO - IL DRINK & LA JOLLA (feat.Ntò) TEASER в
13. ↑  Gué Pequeno - Il Drink & La Jolla ft. Ntò в
14. ↑  GUE' PEQUENO - BRAVO RAGAZZO TEASER 10.05.13 в
15. ↑  GUE' PEQUENO - BRIVIDO (feat.MARRACASH) TRAILER в
16. ↑  Gué Pequeno - Brivido ft. Marracash в
17. ↑  Bravo ragazzo Certificazione //    Архивиран от оригинала на 2022-12-27. Посетен на 10 дек. 2021.
18. ↑  Gué Pequeno, il nuovo Squallo della Def Jam //   26 май 2015. Посетен на 13 септ. 2021.
19. ↑  “Vero” il nuovo album di Gué Pequeno, cover, tracklist e data di uscita //   4 юни 2015. Посетен на 13 септ. 2021.
20. ↑  “Il Rap Nel Mio Paese”: il primo video di Fabri Fibra dal nuovo album “Squallor” //   7 април 2015. Посетен на 13 септ. 2021.
21. ↑  Gué Pequeno e Marracash, un disco insieme durante il 2016 //   4 януари 2016. Посетен на 13 септ. 2021.
22. ↑  Gué Pequeno e Marracash, un disco insieme durante il 2016 //   20 май 2016. Посетен на 13 септ. 2021.
23. ↑  Marracash e Gué Pequeno pubblicano “Santeria” //   7 юни 2016. Посетен на 13 септ. 2021.
24. ↑  TOP DJ 2016: DA MAGGIO SU ITALIA 1 CON GUÉ, SYRIA E DAVID MORALES! //   2016.  Архивиран от оригинала на 2016-11-23. Посетен на 13 септ. 2021.
25. ↑  Marracash e Gue' Pequeno: Esce oggi Santeria Live l'album dal vivo in una versione doppio cd e dvd //   31 март 2017.  Архивиран от оригинала на 2017-04-09. Посетен на 13 септ. 2021.
26. ↑  Marracash & Gué Pequeno, ecco il video di "Tony" girato sul set di Narcos //   4 юли 2017. Посетен на 13 септ. 2021.
27. ↑  Ascolta "Trinità", il nuovo brano di Gué Pequeno //   21 април 2017. Посетен на 13 септ. 2021.
28. ↑  È uscito ‘Trinità’, il nuovo video di Gué Pequeno //   26 април 2017. Посетен на 13 септ. 2021.
29. ↑  Ascolta i due nuovi singoli di Gué Pequeno //   2 юни 2017. Посетен на 13 септ. 2021.
30. ↑  Gué Pequeno, un "Gentleman" che si fa in tre //   6 юни 2017. Посетен на 13 септ. 2021.
31. ↑  Gue Pequeno, Gentleman è il nuovo album [tracklist] //   6 юни 2017. Посетен на 13 септ. 2021.
32. ↑  Gue' Pequeno - Milionario (feat. El Micha) (Radio Date: 07-07-2017) //   Посетен на 13 септ. 2021.
33. ↑  Classifica settimanale WK 36 (dal 03.09.2021 al 09.09.2021) //   Посетен на 13 септ. 2021.
34. ↑  Classifica settimanale WK 36 (dal 03.09.2021 al 09.09.2021) //   Посетен на 13 септ. 2021.
35. ↑  Ascolta “Come Se Fosse Normale”, il nuovo singolo di Gue Pequeno //   6 април 2018.  Архивиран от оригинала на 2021-06-03. Посетен на 13 септ. 2021.
36. ↑  Elodie, nuovo singolo con Gué Pequeno e Michele Bravi //   1о май 2018. Посетен на 13 септ. 2021.
37. ↑  GUÉ PEQUENO: È USCITO IL NUOVO SINGOLO “LUNGOMARE LATINO” FT. WILLY WILLIAM //   1 юни 2018.  Архивиран от оригинала на 2021-06-03. Посетен на 13 септ. 2021.
38. ↑  GUÉ PEQUENO: NOVITÀ IN ARRIVO INSIEME A SFERA EBBASTA, CHARLIE CHARLES E SHABLO //   1 август 2018.  Архивиран от оригинала на 2021-12-04. Посетен на 13 септ. 2021.
39. ↑  Gué Pequeno, in arrivo il nuovo album ‘Sinatra’ //   24 август 2018. Посетен на 13 септ. 2021.
40. ↑  Sanremo 2019, il vincitore Mahmood a Casa Billboard: “Il mio Festival tra panico e gioia” //   10 февр. 2019. Посетен на 13 септ. 2021.
41. ↑  Gué Pequeno pubblica «Mr. Fini»: «Questo album è il mio kolossal» //   Посетен на 13 септ. 2021.
42. ↑  Gué Pequeno - Saigon (Radio Date: 26-06-2020) //   Посетен на 13 септ. 2021.
43. ↑  Gué Pequeno - Chico (feat. Rose Villain & Luchè) (Radio Date: 31-07-2020) //   Посетен на 13 септ. 2021.
44. ↑  Classifica settimanale WK 27 (dal 26.06.2020 al 02.07.2020) //   Посетен на 13 септ. 2021.
45. ↑  Gué Pequeno - 25 Ore (feat. Ernia & Shablo) (Remix) (Radio Date: 27-11-2020) //   Посетен на 13 септ. 2021.
46. ↑  ANNA E GUÉ PEQUENO: FUORI ORA LA LORO PRIMA COLLABORAZIONE “BLA BLA” //   7 окт. 2020.  Архивиран от оригинала на 2021-09-24. Посетен на 13 септ. 2021.
47. ↑  Il Ragazzo D’Oro 10 Anni Dopo di Gué Pequeno è fuori! //   26 март 2021. Посетен на 13 септ. 2021.
48. ↑  Svelata la tracklist del prossimo album di Gué //   29 ноември 2021. Посетен на 10 дек. 2021.
49. ↑  ‘Gvesvs’ è il nuovo album di Gué //   29 ноември 2021. Посетен на 10 дек. 2021.
50. ↑  Classifica settimanale WK 50 (dal 10.12.2021 al 16.12.2021) //   Посетен на 23 дек. 2021.
51. 1 2
52. ↑  Gué Pequeno //   Посетен на 13 септ. 2021.